# Guillaume de Vienne
Pour les articles homonymes, voir Vienne.
Pour les autres membres de la famille, voir Jean de Vienne.
Guillaume IV de Vienne (ou Guillaume II ou III), dit le Sage (vers 1361/1362 - † 1437), seigneur de Sainte-Croix, de Seurre (et de Saint-Georges : aujourd'hui faubourg méridional de Seurre, et à Jallanges) et de Montpont, conseiller et chambellan du roi de France et du duc de Bourgogne, gouverneur du dauphin de France, premier chevalier de la Toison d'or, fut l'un des seigneurs les plus distingués des cours de France et de Bourgogne.

## Biographie

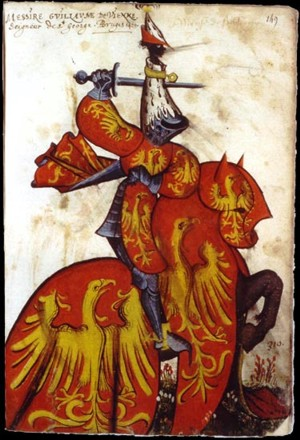
Portrait équestre de Guillaumme de Vienne, Grand Armorial équestre de la Toison d'or (1430-1461).

Fils cadet d'Hugues VI de Vienne et de sa deuxième femme Jeanne de Châteauvillain), Guillaume de Vienne naquit vers la fin du XIVe siècle, de la même famille (mais d'une autre branche) que Jean de Vienne, amiral de France. Guillaume est l'arrière-arrière-arrière-petit-fils d'Hugues IV de Neublans d'Antigny, comte de Vienne (l'amiral Jean étant son arrière-petit-fils).
Il commence sa carrière comme militaire : il est chevalier bachelier lors de la campagne de Flandre en 1382 et participe au « voyage de Barbarie » en 1390 (une sorte de croisade menée par le duc de Bourbon contre le royaume de Tunisie) et à la croisade de Hongrie (Conquête ottomane des Balkans) en 1396 (défaite de Nicopolis).
Il occupe ensuite des postes diplomatiques : il servit avec beaucoup de zèle le duc de Bourgogne, Philippe II le Hardi, qui le nomma son chambellan en 1398, ambassadeur auprès du duc de Milan en 1408. Il le fit son lieutenant-général au siège de Calais en 1406, en le chargeant de garder les frontières de la Picardie.
À la mort du duc Philippe, il continue sa carrière auprès de son fils, Jean sans Peur : conseiller et chambellan en 1405, capitaine général en Picardie et en Flandre en 1406, il participe à la bataille d'Othée (1408) et dirige le siège de Vellexon en 1409. 
Guillaume de Vienne fut blessé en 1406, dans une rencontre près du château d'Ardres, voulant secourir son beau-frère.
L'an 1408, il alla au secours de Maastricht. Malgré son zèle pour la maison de Bourgogne, il fut nommé, la même année, grand chambellan du dauphin de France. Dans la période troublée que constitue la guerre civile entre Armagnacs et Bourguignons, il est nommé conseiller et chambellan du roi de France en 1412. Il fut commis (1413), avec Régnier Pot, seigneur de La Prugne, gouverneur de Dauphiné, pour aller prendre le gouvernement du Languedoc en la place du duc de Berry, y recevoir le serment des capitaines des villes & châteaux et des consuls, y en établir de nouveaux, et en percevoir tous les émoluments. 
Il était en la compagnie de Jean Ier sans Peur, lorsque ce prince fut assassiné à Montereau, en 1419, et fut fait prisonnier par les Armagnacs.
Rendu à la liberté, il resta constamment attaché au service du successeur de Jean sans Peur, le duc Philippe le Bon, qu'il servit avec la même fidélité : nommé conseiller et chambellan, capitaine général de Bourgogne en 1422, il est appelé au conseil étroit (du duc de Bourgogne) en 1425.
Comblé de ses bienfaits, Philippe le Bon le fit premier chevalier de la Toison d'or, lors de l'institution de cet ordre, en 1429, et lui fit de grands biens et honneurs le reste de ses jours.
Il participe encore à la conférence d'Auxerre en 1432 avant de s’éteindre en 1437. Il fut inhumé en l'église des Augustins de Saint-Georges (Côte-d'Or).

## Titres
- Seigneur de Saint-Georges (à Seurre et Jallanges) et de Sellières, de Sainte-Croix (au duché de Bourgogne), de Seurre et de Montpont, de Rombois (Rambeau ou Rombeau à Ménétreuil), de Louhans, de Boisjean, de Montrond, de Mervans, de Longepierre, de Navilly, de Pimorin, etc,
- Seigneur de Joux (1410-1437) ; seigneur de Châtillon-sous-Maîche,
- Par sa mère Jeanne de Châteauvillain : seigneur d'Arc-en-Barrois.

## Décorations
- Brevet no 2 (le 1er étant celui du grand maître fondateur de l'Ordre, Philippe le Bon), de chevalier de l'ordre de la Toison d'or (1430).

## Armoiries
| Figure | Blasonnement |
|        | De gueules à l'aigle d'or., Cimier : Un buste de maure habillé d’hermine, coiffée d’un bonnet d’hermine retroussé de gueules. Devise : « Tout bien a Vienne. » |

## Vie familiale
Fils de Hugues VI de Vienne, seigneur de Saint-Georges, et de Jeanne de Châteauvillain, Guillaume épouse en premières noces en 1392, Louise, fille d'Humbert VII de Thoire et Villars, et dont le frère, Humbert de Villars, hérite du titre de comte de Genève. Le couple n’a pas d’enfants.
Le 9 juillet 1400, il se marie en deuxièmes noces avec Marie d'Auvergne, dame de Bussy, fille de Béraud II de Clermont (1333-1399), dauphin d'Auvergne, seigneur de Mercœur et de Bussy (-le-Château, en Champagne, Marne) et de Marguerite (vers 1355-1418), comtesse de Sancerre, dont il eut un fils unique  :
- Guillaume V de Vienne dit de Bussy (né vers1401-† 1461/1463 à Tours), seigneur de Saint-Georges (à Seurre et Jallanges) et de Sainte-Croix, seigneur de Joux (1437-1454) ; dont postérité de son union avec Alix de Chalon dame de Chagny († vers 1458), fille de Jean III de Chalon-Arlay, prince d'Orange[10] : 
  - Ses deux premiers enfants, Jean (vers 1420-1464) puis Marguerite, lui succèdent ; Marguerite de Vienne transmet aux Bade-Hochberg-Neuchâtel les fiefs restés à sa famille, par son mariage en 1447 avec Rodolphe de Hochberg, comte de Neuchâtel, d'où la suite des princes de Neuchâtel ;
  - Quant à sa dernière fille, Marie de Vienne dame de Montpont, elle épouse en 1448 Ferry II de Blâmont, d'où les deux avant-derniers sires héréditaires de Blâmont : Claude et Louis de Blâmont, neveux de l'évêque Olry II, le frère cadet de Ferry II.
  - Guillaume de Bussy avait aussi un fils naturel, né de Marguerite Espicoux ou Espiaux : Claude de Vienne , sire de Verjux (Postérité de sa femme Antoinette de Saigey/de Sagy dame de Courgengoul)[11],[12].